# 郑必坚
郑必坚（1932年5月—），男，四川富顺人，中华人民共和国政治人物，中国共产党的高级理论智囊，是中国和平崛起的提出者。

## 生平
早年，郑必坚先后在重庆南开中学、天津耀华中学读书。1950年，考入北京辅仁大学经济系；1951年，曾赴广西参加土地改革运动；1952年，转入“本硕连读”的中国人民大学马列主义研究班学习；1954年，研究生毕业后，留校任教。1955年1月，调中共中央宣传部工作。
文化大革命期间，郑必坚受冲击，被下放宁夏回族自治区贺兰县五七干校劳动改造；1972年，恢复工作，调国务院科教组任职；1975年，进入国务院政治研究室。毛泽东去世后，1976年10月，调“中共中央毛泽东著作编辑出版委员会办公室”工作，参与毛泽东理论、著作的整理工作；并于1977年年初与龚育之共同起草了一篇题为《学好文件抓好纲》的社论，正式提出“两个凡是”的理论。
1980年，出任中共中央书记处研究室理论组副组长，在此期间，受到邓力群的赏识；1982年，担任中共中央总书记胡耀邦特别助理、兼政治秘书；1988年，任中国社会科学院副院长；1992年，任中共中央宣传部常务副部长，正部长级，并在中共十四大上，当选中央委员会委员；1997年，出任中共中央党校常务副校长，还连任中共第十五届中央委员。2002年3月，退休。
2003年3月，郑必坚当选第十届全国政协常委，并兼任中共中央党校学术委员会主任。

## 荣誉

### 外国勋章奖章
- 旭日大绶章（日本，2011年11月3日公布[3]）